# Iコンシェル
iコンシェル（アイ コンシェル）は、かつてNTTドコモが2008年11月19日の冬モデル端末発売と同時に開始した携帯電話向けのユーザーエージェント機能、レコメンド型サービスで、同社の登録商標（日本第5172745号）である。2010年12月末時点で利用者は580万人。

## 概要
従来のマチキャラを発展させたサービスで、待受画面上のキャラクターが端末内の情報やiモードからの情報を知らせるサービスである。スケジュールやトルカとも連動し、最新の情報に常に更新できる。
料金は有料で、あらかじめ申し込みが必要なサービスとなっている。マチキャラ同様、待受画面上のキャラクターはユーザが選択可能。
NTTドコモは同類のサービスである「my daiz」に移行させるため、iモード版の本サービスを2023年6月30日、スマートフォン版の本サービスを同年7月1日にそれぞれ終了させることを2022年7月に発表した。

## ひつじのしつじくん
同サービスのプロモーションキャラクターで、iコンシェル対応の携帯電話にプリインストールされている（そのためデフォルトでマチキャラとして設定されている機種が多い）。その名の通り、執事の格好をしたヒツジ。「ひつじのしつじくん」もドコモの登録商標（日本第5180918号）である。
デフォルトでは状況に応じて扮装が変わる（鉄道の遅延情報があるときは駅員の格好になる、クリスマスイブにはサンタクロース・正月には紋付羽織袴の格好になる、など）。
2009年4月6日には、iコンシェルの公式サイト内にデコメール用の素材（デコメ絵文字、デコメアニメなど）や追加マチキャラのダウンロードなどが可能な「ひつじの執事室」がオープンした。なお、「ひつじの執事室」ではiコンシェルがスタートした11月19日をひつじのしつじくんの誕生日として、サイトのデザインが変わる等、盛大に誕生日が祝われる。
同サイトでは過去に以下のマチキャラが提供された。
執事コース
デフォルトインストールのマチキャラに比べ扮装を増やしたタイプ。「ひつじの執事室」オープンと同時に提供開始。
控えめ執事コース
用件があるときのみ登場するマチキャラ。「ひつじの執事室」オープンと同時に提供開始。
特務機関NERVコース
ひつじのしつじくんが『ヱヴァンゲリヲン新劇場版』のコスプレをする（碇シンジのプラグスーツを着ている）。2009年8月にSH-06A NERVの発売にちなんで期間限定で配布された（SH-06A NERVでは通常のマチキャラに代えてプリインストールされている）。
チューターコース
ひつじのしつじくんが妹のメイをメイドとして教育するという設定。2009年9月提供開始。
メイドコース
妹のメイがメイドとして独り立ちしたという設定。2009年11月19日提供開始。
JALコース・ANAコース・BeeTVコース
ひつじのしつじくんとメイが、それぞれ日本航空（JAL）・全日本空輸（ANA）の制服、ドコモのBeeTVのロゴに使われているミツバチのコスプレをするコース。いずれも2009年11月19日提供開始。
また「ひつじの執事室」以外の場所で提供された関連マチキャラには以下のものがある。
N-01B Eternity Pinkモデル
サマンサタバサとのタイアップにより、メイド服等の扮装がスペシャルバージョンとなったメイのマチキャラがプリインストールされている。
埼玉西武ライオンズバージョン
2010年3月にライオンズがiコンシェル向けの情報提供サービスを開始したことに伴い、ライオンズの公式携帯サイトで提供を開始したもの。当初はホーム仕様のユニフォームのバージョンのみだったが、同年8月にはビジターユニフォーム版も追加された。
横浜ベイスターズバージョン
2010年3月26日にベイスターズの公式携帯サイトで提供開始。ライオンズ版同様、ひつじのしつじくんがベイスターズのユニフォーム姿になるが、メイについてはユニフォーム姿ではなく専属チアチーム「diana」の衣装姿になる。2012年3月29日提供終了。
2009年9月にはジー・モードが、ひつじのしつじくんを起用したケータイアプリ『毎日ぐっすり 快眠生活』の配信を開始したほか、2009年10月には滋賀県彦根市で開催された『ゆるキャラまつりin彦根～キグるミサミット2009～』に参加するなど、iコンシェルとは別個にキャラクターとしての展開も順次進められている。
嫌いなものはバリカン。

## オートGPS対応
2009年11月以降の機種では、オートGPS（GPS位置情報を定期的にセンターに送信する）との連動が図られるようになった。今いる場所をオートGPSで検知し、今いる場所の情報や近辺の駅からの終電情報を通知する。
ちなみに、かつてソフトバンクモバイルが提供していたサービス「ステーション」は基地局情報を利用して天気予報やニュースなどをプッシュ配信していた。「基地局情報を元にしていた2000年代のステーションが、奇しくもステーション終焉と同時期に、GPSの高精度を手に入れて2010年代に復活した」と言えるかもしれない。

### オートGPSリマインド
忘れたくない情報を携帯電話に登録することで、その場所に近づいたときに通知するサービス。自分で登録することも可能だが、各サイトから直接リンクで遷移して簡単に設定することができる。「こないだテレビで紹介された店が近くにあります・・・等」

### 終電アラーム
GPSにより、今いる居場所と終電の時刻を把握し、終電に乗り遅れないように、最寄駅に徒歩で間に合う時間の約15分前に現在地から自宅の最寄駅までの最終電車の経路を通知する。
万が一、終電に乗り遅れてしまったときも、ファーストフード店やファミリーレストランなど周辺の深夜営業店舗を紹介する。

### オートGPS気象／地震情報
今いる場所に応じた気象情報などを配信する。旅行や出張などで普段と異なる場所にいる場合でも、その地域に合った警報や注意報、地震情報なども受信することができる。

### ご当地マチキャラパスポート
ご当地マチキャラパスポートのトルカを持って、日本各地の有名キャラであるご当地キャラクターがいる地域に訪れると、自動的にインフォメーションが届き、ご当地キャラクターをマチキャラとしてダウンロードできるようになる。

### その他機能
その他に駐車場満空情報や多くのコンテンツプロバイダが保有している情報をマッチングすることによって、交通情報、周辺のおすすめレストランの情報、スーパーの特売情報、観光情報など、今いる場所・時間に合わせた情報の配信が可能である。

## 海外での利用
2011年9月16日より、海外渡航者向けの「iコンシェル」配信を開始した。海外の天気予報や為替情報、観光情報などを原則1日1回配信するほか、外務省が提供する緊急情報も随時配信する。当初は日本人観光客が多い国からはじめ、随時拡大する。なお端末内のiコンシェルメニューで海外受信の設定が必要になる。

## 利用料
フィーチャーフォンは月額200円（税別）、スマートフォンは月額100円（税別）
- ケータイデータお預かりサービスの利用料の月額税別100円を含む（スマートフォンは無料）。お試しサービス期間を含めた、申し込み後の30日間は無料。
- iモードとspモードを重畳して契約している場合は、iモード側でのみ利用可能。

## 対応機種
docomo PRIME series
- P-01A
- P-07A
- N-01A
- N-06A
- N-07A
- F-01A
- F-09A
- SH-01A
- SH-03A
- SH-06A
- F-01B
- F-04B
- N-02B
- P-01B
- SH-01B
- F-01C
- N-03C
- P-03C
- SH-01C
- SH-10C
- F-09C
- CA-01C
- P-05C

docomo STYLE series
- P-02A
- P-03A
- P-08A
- P-10A
- N-02A
- N-08A
- F-03A
- F-08A
- SH-05A
- SH-08A
- L-01B
- L-02B
- L-03B
- N-01B
- N-03B
- P-02B
- SH-02B
- SH-04B
- SH-05B
- F-02C
- F-04C
- F-05C
- N-01C
- N-02C
- P-02C
- SH-02C
- SH-04C
- SH-11C
- F-11C
- P-04C
- P-06C
- F-02D
- F-04D
- F-06D
- N-02D
- N-03D
- P-03D
- SH-03D
- SH-05D
- F-01E
- N-01E
- SH-03E

docomo SMART series
- P-04A
- P-05A
- P-09A
- N-04A
- N-09A
- F-03B
- P-03B
- F-03C
- P-01C
- F-08C
- N-05C

docomo PRO series
- SH-04A
- SH-07A
- SH-03B
- N-08B
- SH-05C
- SH-06C